# خیابان امام خمینی (نیشابور)

کاروانسرای شاه‌عباسی

خیابان امام (خمینی) (پیشتر: خیابان پهلوی) یکی از خیابان‌های اصلیِ مرکزِشهر نیشابور است. این خیابان از میدان بی‌بی شطیطه تا پنج راه ادامه دارد و از این نظر طویل‌ترین خیابان شهر نیشابور امروزین به‌شمار می‌آید. بیشتر تظاهرات و راهپیمایی‌ها پیش و پس از انقلاب اسلامی ایران در این خیابان اتفاق افتاده است. بازار تاریخی نیشابور، کاروانسرای شاه‌عباسی نیشابور، مسجد جامع نیشابور، آب‌انبار و بازار نو، حمام مرمر، عمارت و باغ امین الاسلامی، دبیرستان‌حکیم عمر خیام، باغ ملی نیشابور و چهار راه مرکزی در طول این خیابان قرار دارند. همچنین ساختمان ۱ شهرداری نیشابور، سینما شهر فیروزه و چند بانک و اداره مهم در راستای این خیابان بزرگ قرار دارد.